# Mebibit
Een mebibit (mega binaire bit) is een eenheid van informatie of computeropslag. Mebibit wordt afgekort als Mib (niet te verwarren met mebibyte: MiB).
1 mebibit = {\displaystyle 2^{20}} bits = 1.048.576 bits = 1024 kilobits = {\displaystyle {\frac {2^{20}}{8}}} bytes = 128 kilobytes
1 megabit lijkt veel op 1 mebibit. 1 megabit = {\displaystyle 10^{6}} = 1.000.000 bits. Vaak worden deze twee door elkaar gebruikt wat voor verwarring kan zorgen.